# Сугути
Сугу́ти (рос. Сугуты, чув. Сăкăчĕ) — село у складі Батиревського району Чувашії, Росія. Адміністративний центр та єдиний населений пункт Сугутського сільського поселення.
Населення — 1666 осіб (2010; 1856 у 2002).
Національний склад:
- чуваші — 99 %